# Fontane di Roma
Les Fontaines de Rome

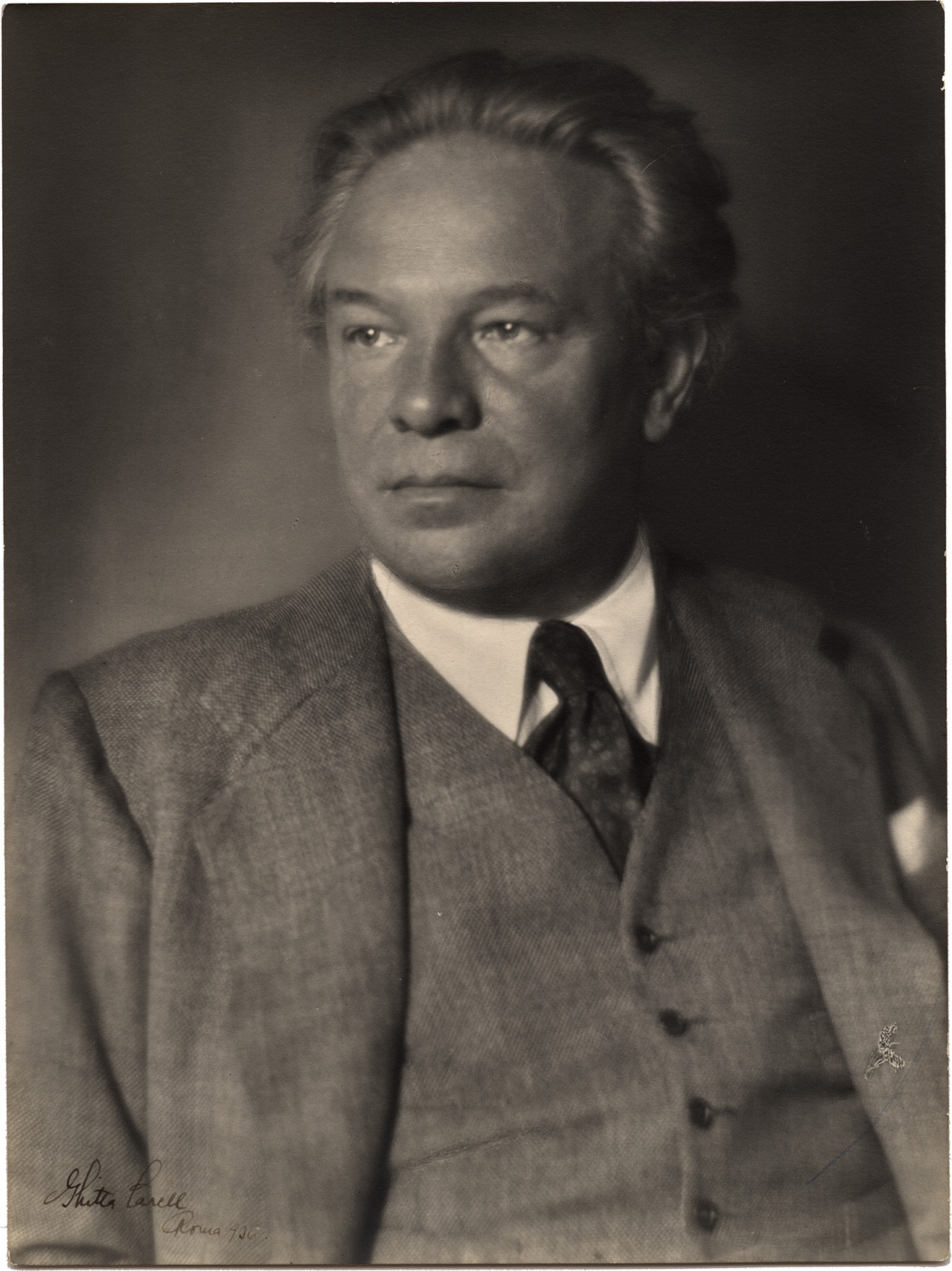
Ottorino Respighi

Fontane di Roma (Fontaines de Rome) P 106 est un poème symphonique composé en 1916 par Ottorino Respighi.
C'est le premier d'un triptyque illustrant les lieux, les époques et les atmosphères de Rome. Suivront Pini di Roma en 1924 et Feste romane en 1928. L'œuvre a été créée le 11 mars 1917 au Teatro Augusteo de Rome, par l'Orchestre de l'Académie nationale Sainte-Cécile sous la direction de Antonio Guarnieri.
Les quatre mouvements décrivent quatre fontaines à quatre moments de la journée :
- La fontana di Valle Giulia all'alba (La fontaine du Val Julia[2] à l'aube) (Andante mosso) ; ambiance pastorale, un troupeau de bêtes passe tranquillement.
- La fontana del Tritone al mattino (La fontaine du Triton[3] le matin) (Vivo, Un poco meno allegretto, Più vivo gaiamente) ; un signal de cors avertit de l'arrivée de Tritons et Naïades qui viennent s'amuser parmi les jets d'eau sous le soleil resplendissant.
- La fontana di Trevi al meriggio (La fontaine de Trevi à midi) (Allegro moderato, Allegro vivace, Più vivace, Largamente, Calmo) ; c'est une allégorie du triomphe passé d'une victoire remportée par le dieu Neptune sur son char.
- La fontana di Villa Medici al tramonto (La fontaine de la villa Medicis[4] au coucher du soleil) (Andante, Meno mosso, Andante come prima). La journée s'achève sur un crépuscule mélancolique. Quelques oiseaux gazouillent encore. Au loin sonne l'angélus.

Durée : 17 minutes environ.

## Instrumentation
L'orchestration de l'œuvre comprend un piccolo, deux flûtes, deux hautbois, un cor anglais, deux clarinettes en la et si bémol, clarinette basse en la et si bémol, deux bassons, quatre cors en fa, trois trompettes en la et si bémol, trois trombones, tuba, cymbales, triangle, glockenspiel, cloche en ré, célesta, piano, orgue (ad lib), deux harpes et cordes.